# Jasmin d'hiver
Jasminum nudiflorum
Espèce
Classification phylogénétique

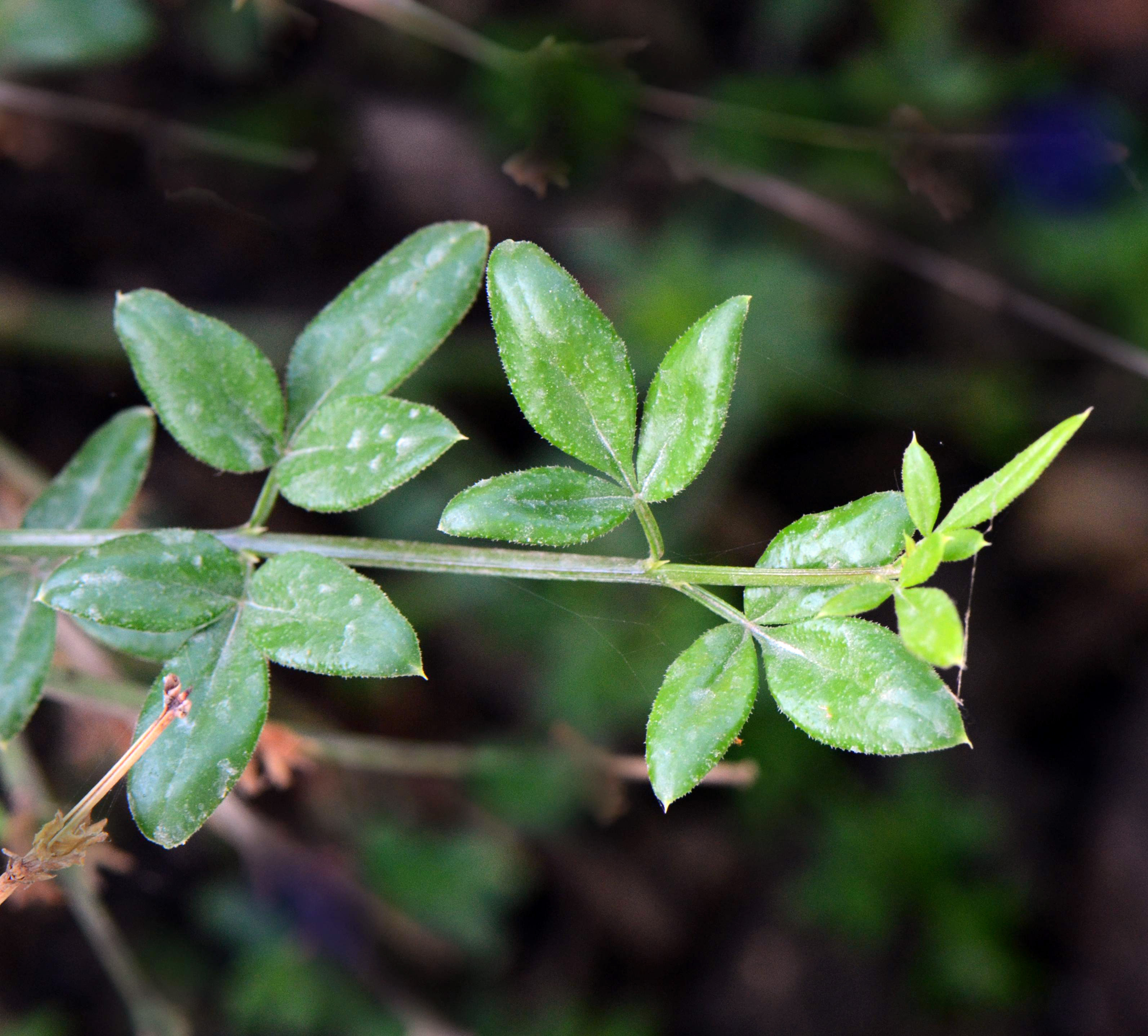
Feuilles trifoliolées, opposées et rameau vert et anguleux.

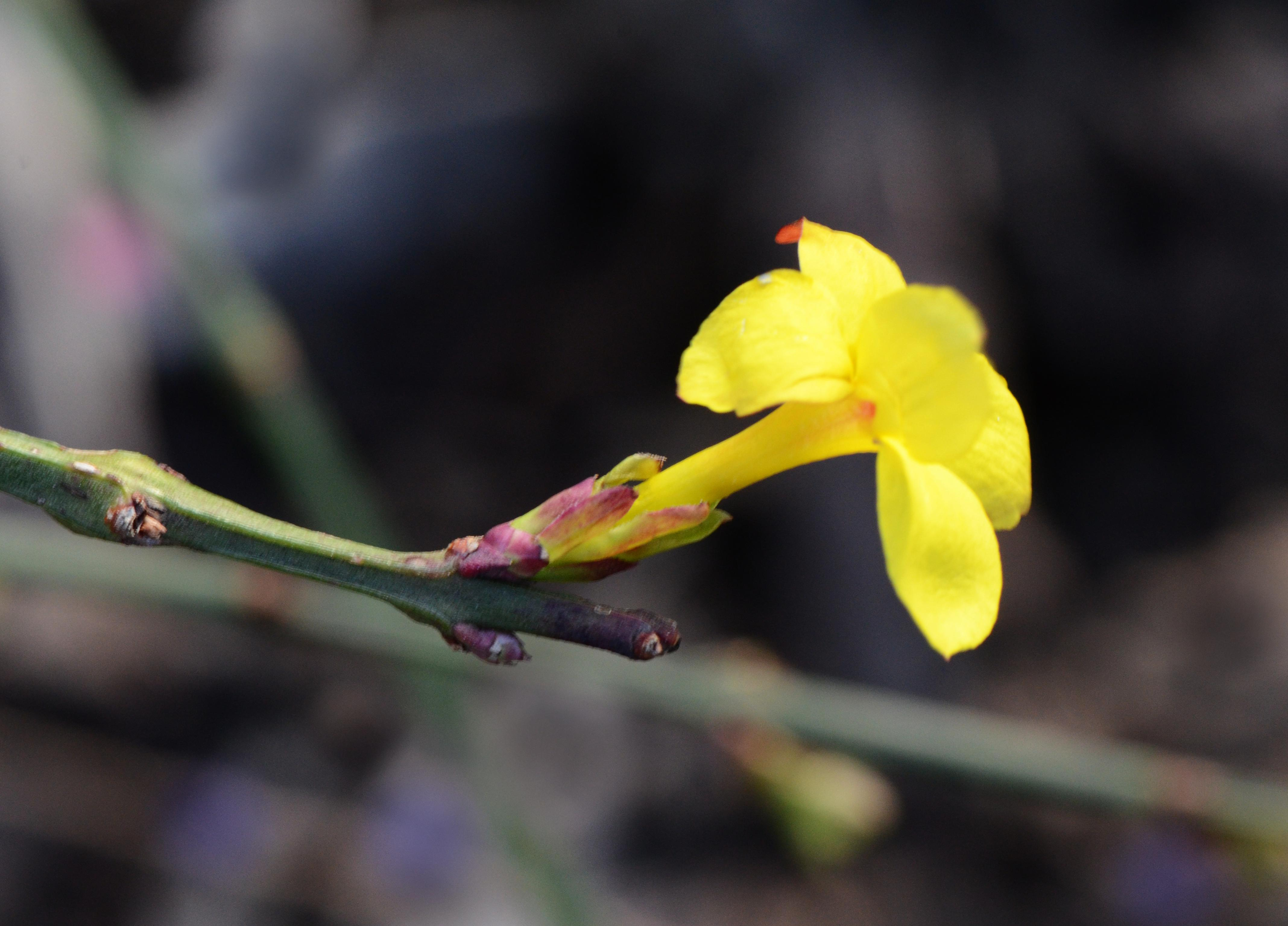
Fleur de jasmin d'hiver, sur rameau nu (7 février 2014, Jardin des Plantes de Paris).

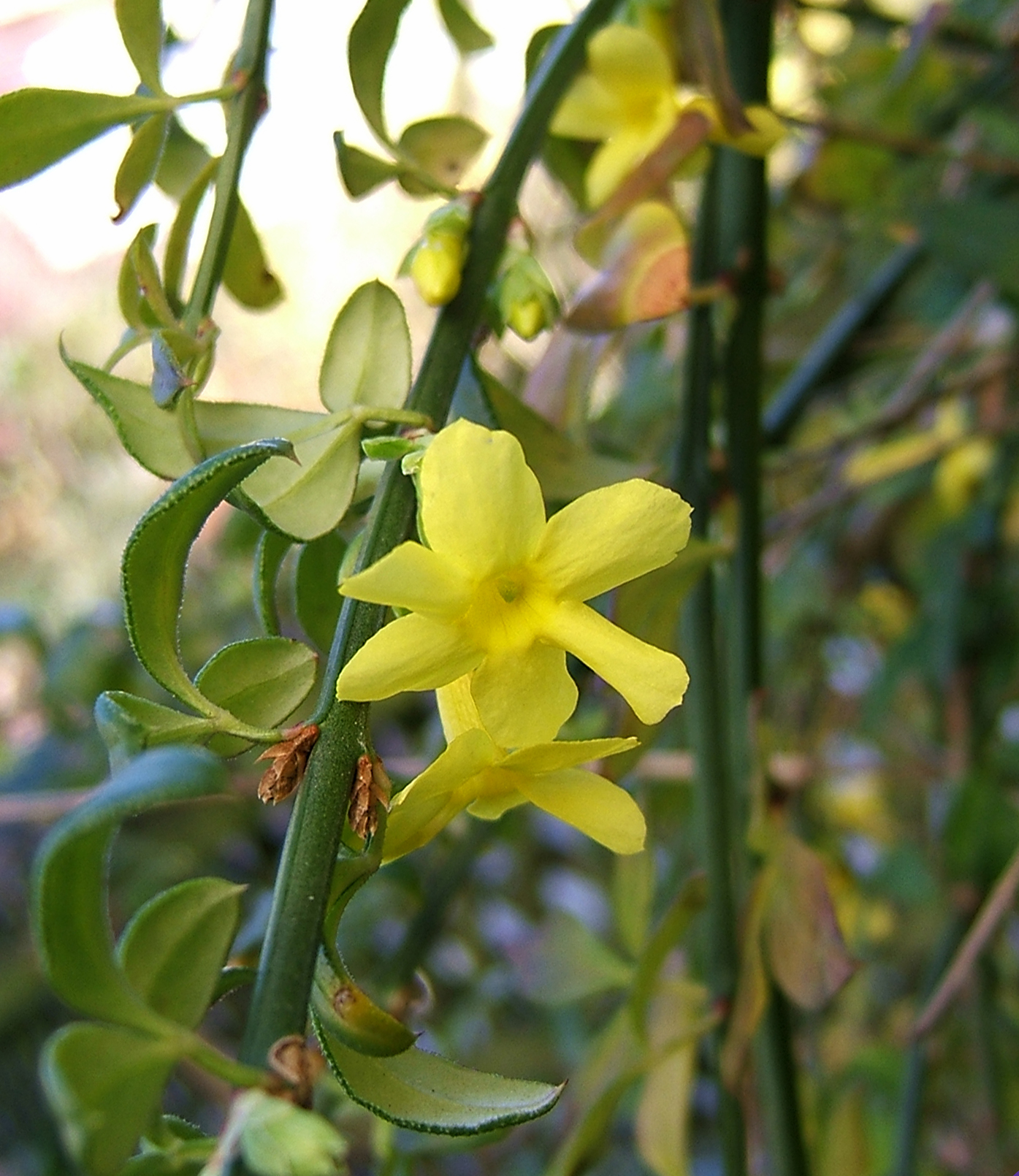
Fleur de J. nudiflorum au printemps quand les feuilles sont apparues.

Le jasmin d'hiver ou jasmin à fleurs nues (Jasminum nudiflorum) est une espèce de plantes à fleurs de la famille des Oléacées. C'est un arbuste sarmenteux originaire de Chine. Il est cultivé comme plante d'ornement, pour sa floraison hivernale. C'est une espèce rustique en climat tempéré.

## Étymologie et histoire
Le nom générique Jasminum est un terme de latin scientifique qui remonte à travers le latin médiéval, à l'arabe yāsamīn et celui-ci au persan yāsamīn, yāsaman ياسمن qui désignait un « jasmin ».
L'épithète spécifique latin nudiflorum est construit à partir de nudus « nu » et flos « fleur ».
Le premier botaniste européen à le signaler fut Alexander von Bunge, le botaniste allemand de la Baltique  qui voyagea en Chine pour le compte de l'Académie des sciences de Saint-Pétersbourg. Il le rencontra à Pékin en 1830-1831. L'habile collecteur de plantes britannique, Robert Fortune, l'a récolté lors de son premier voyage en Chine en 1844, dans les jardins et les pépinières près de Shanghai, Suzhou et Nankin. Les spécimens envoyés en Angleterre, ont été décrits par le professeur de botanique à l'université de Londres et de Cambridge, John Lindley, en 1846 (J. Hort. Soc. London 1: 153).
Le nom chinois est 迎春花 yingchun hua morphologiquement "accueil-printemps-fleur" « fleur accueillant le printemps ». Il est cultivé en Chine depuis plus d'un millénaire.

## Description
C'est un arbuste vivace de la famille des Oléacées originaire de Chine, dont les rameaux, anguleux, peuvent atteindre de 3 à 5 mètres de long. Les rameaux sont verts quand ils sont jeunes.
Les feuilles, caduques et opposées, de couleur vert foncé, possèdent trois folioles oblongues à elliptiques et mesurent de 2 à 3 cm de long. Les feuilles jaunissent en automne avant de tomber.
Les fleurs solitaires, sont isolées à l'aisselle des feuilles, ou parfois terminales. De 2-2,5 cm de diamètre environ, elles sont jaunes. Des bractées lancéolées, rougeâtres, enserrent un calice vert acidulé, à 5 ou 6 lobes étroitement lancéolés. La corolle d'un jaune vif, comporte un tube de 1-2 cm, terminé par 5-6 lobes elliptiques. L’androcée se compose de 2 étamines corolliflores et le gynécée de 2 carpelles soudés ; on compte 2 ovules par loge en placentation axile.
La floraison commence en hiver et se poursuit au printemps, de décembre-janvier à avril. Ces fleurs apparaissent avant les feuilles sur les rameaux nus, d'où le nom de nudiflorum. En avril, les feuilles apparaissent et les fleurs continuent à s'épanouir et on peut donc voir des fleurs sur des rameaux feuillus.
Ces fleurs sont inodores, contrairement à celles d'autres espèces de jasmin, bien que ce soient des nectarifères visitées par les bourdons.
Le fruit est une baie ovoïde, de 6 × 3 mm, noire à maturité.

## Confusions
Il existe en France un autre jasmin à fleurs jaunes et feuilles trifoliolées lui ressemblant : le Jasminum fruticans d'origine méditerranéenne. On peut distinguer ces deux espèces par les caractères suivants :
| espèce                       | feuilles trifoliolées | feuilles trifoliolées | début de floraison   |
| J. nudiflorum jasmin d'hiver | caduques              | opposées              | sur rameaux nus      |
| J. fruticans jasmin d'été    | persistantes          | alternes              | sur rameaux feuillus |

## Aire de répartition
C'est une espèce originaire de Chine : Gansu, Shaanxi, Sichuan, SE Tibet, NO Yunnan.
Il est largement cultivé et s'est naturalisé en Lot-et-Garonne.

## Synonymes
D'après The Plant List et Tela Botanica, les synonymes sont :
- Jasminum angulare Bunge 1833
- Jasminum sieboldianum Blume 1850

## Culture

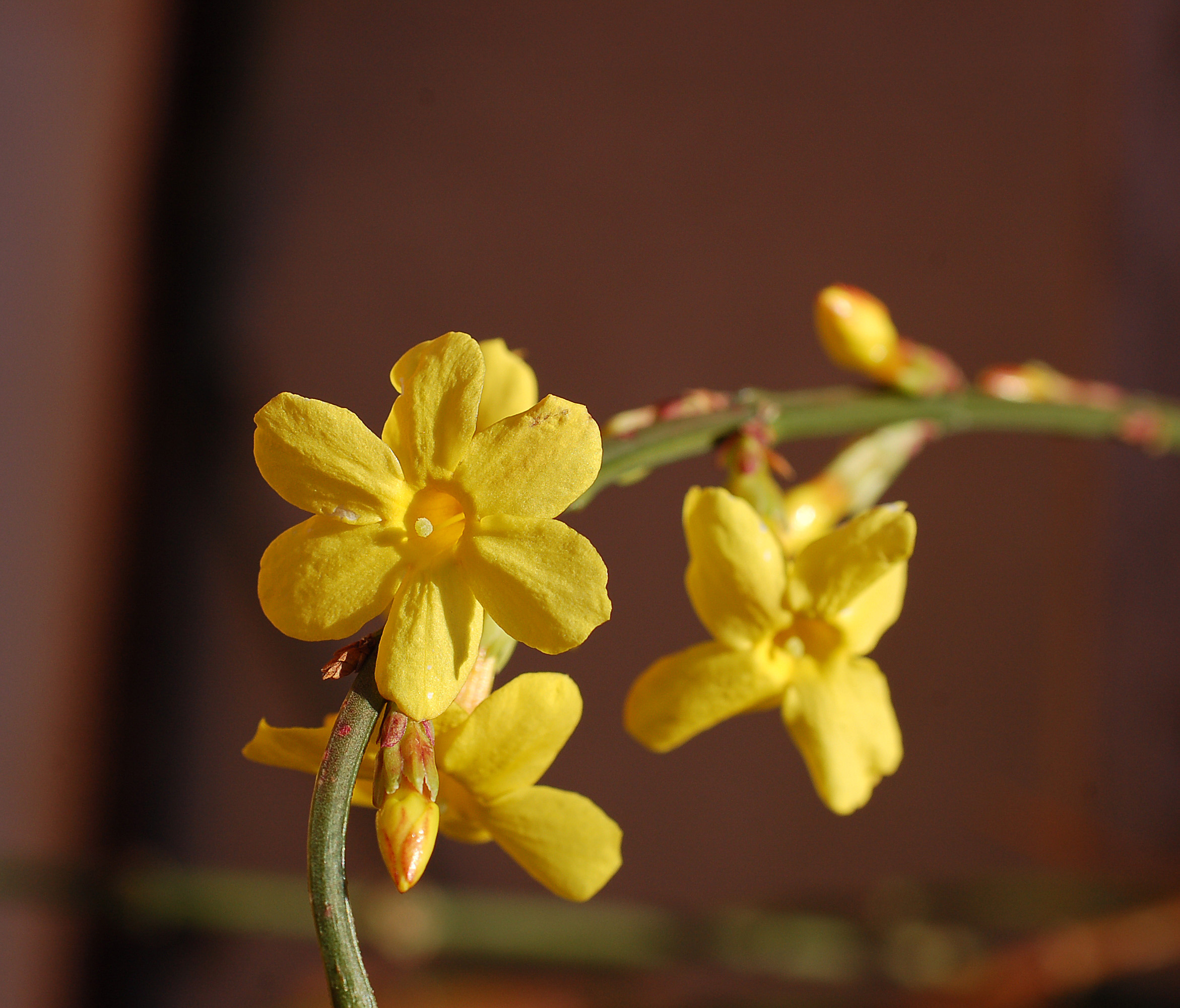
Fleur en détail.

Le jasmin d'hiver est largement cultivé pour ses qualités ornementales. Parfaitement rustique, il ne pose aucun problème en hiver jusqu'à −15 °C.
Il croît en une grosse boule de 2-3 m de haut et de diamètre. On peut aussi le palisser pour habiller une façade, un claustra, un treillage ou une pergola. Il fait merveille sur les balcons.
L'arbuste doit être taillé pour éliminer les rameaux les plus âgés moins florifères et contenir l'expansion de son volume. La taille s'effectue après la floraison. Il s’accommode de tous les types de sol.
En Chine, le jasmin d'hiver (yingchun hua 迎春花) constitue avec le Prunus mume (meihua 梅花), le narcisse (shuixian 水仙), et le camellia (shancha hua 山茶花), les « Quatre Amis de la Neige » (xue zhong si you 雪中四友). Il est cultivé depuis les Tang (618-907), époque où il fut célébré par le poète Bai Juyi.